# 현판

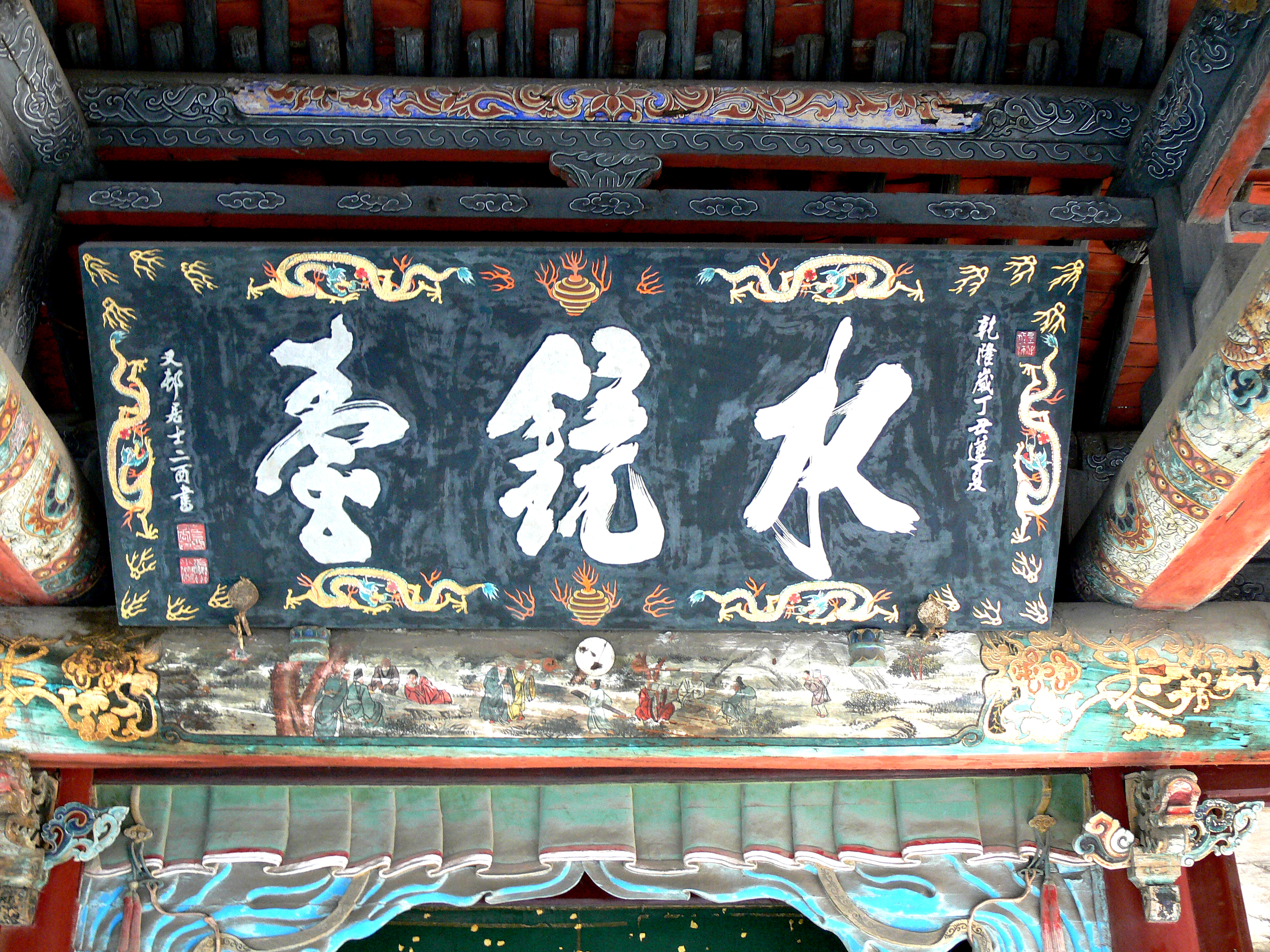
현판

편액(扁額) 또는 편제(扁題)는 종이·비단 또는 널빤지에 그림을 그리거나 글씨를 써서 방 안이나 문 위에 걸어 놓는 액자를 말한다. 특히 널빤지 편액을 현판(懸板)이라 부른다. 경복궁 및 4대궁에 있고 여러 관광지 등에도 있다.